# Munderico
Munderico, o Monderico, (... – 534) fu un principe franco nella prima metà del VI secolo che si ribellò a Teodorico I, re d'Austrasia, rivendicando il trono reale.
Figlio di Cloderico il Parricida, re dei Franchi di Colonia, intorno al 534 decise di ribellarsi a Teodorico I per usurpargli il trono e raccolse intorno a sé dei fedeli che gli prestarono giuramento. Teodorico finse di accettare le sue rivendicazioni, ma Munderico, cauto, si rifugiò a Vitry-le-Brûlé. Un inviato di Teodorico, Aregesilo, lo invitò a lasciare la città per avere salva la vita, ma Muderico, scoprendo il tradimento, lo uccise, venendo però ucciso a sua volta dall'esercito di Teodorico.

## Fonti
Gregorio di Tours, Storia dei Franchi, libro III: 
Le sue pretese al trono sembravano fondate, come dimostrano due elementi del racconto di Gregorio: da una parte del popolo gli giurò fedeltà, cosa che non avrebbe fatto per un impostore, e anche perché Teodorico lo riconobbe come re, offrendogli persino la condivisione del regno.
La Vita Gundulfi del XII secolo dà alcune indicazioni sui suoi ascendenti e discendenti: egli era figlio di Cloderico il Parricida e padre di san Gandolfo di Togres e Bodogiselo. C'è una confusione tra due Bodogiselo, il fratello di Gundulfo e il presunto padre di sant'Arnolfo di Metz: 
Questa testimonianza tardiva non viene sempre accettata, in quanto si deve considerare che le indicazioni genealogiche sono in completa contraddizione con la genealogia di sant'Arnolfo universalmente accettata nel Medioevo, la quale lo riteneva figlio di Arnoaldo di Metz. Il contraffattore di questo tempo cerca di mescolare la verità con il falso e un simile documento avrebbe potuto solo servirlo. Infatti, Gandolfo di Tongres/Tongeren è il vescovo di Tongres/Tongeren, una diocesi che venne successivamente attaccata dai frisoni e che dovette trasferirsi più volte, dapprima a Maastricht e poi a Liegi. È ragionevole pensare che i documenti siano stati persi durante uno dei trasferimenti prima di essere riscoperti nel XII secolo e servire come base per la Vita Gundulfi.

## Famiglia

### Filiazione
Sembra, sulla base del racconto di Gregorio di Tours, che Munderico discenda dai re di Colonia, i cui due noti rappresentanti sono Sigeberto lo Zoppo e suo figlio Cloderico il Parricida; sarebbe stato quindi il fratello di Doda di Reims. Christian Settipani ritiene che cronologicamente Munderico possa essere solo il figlio di Cloderico il Parridica, morto nel 508. Secondo Michel Rouche, Munderico porta un nome di origine gotica.
Questa parentela spiega le affermazioni di Munderico: 
- Alla morte di Cloderico il Parricida, Gregorio di Tours racconta che i Franchi Ripuari scelsero Clodoveo I come re: effettivamente, anche se Munderico fosse stato il figlio di Cloderico, all'epoca era troppo giovane per regnare.
- Alla morte di Clodoveo nel 511, non c'era dubbio nemmeno sulla scelta, da un lato perché Munderico era ancora troppo giovane, dall'altro perché i figli di Clodoveo non desideravano vedere parte del regno franco uscire dal loro controllo. Il regno di Colonia venne quindi definitivamente integrato nel regno di Austrasia, ereditato da Teodorico I.
- Essendo diventato adulto intorno al 534, Munderico cercò quindi di far valere i suoi diritti dinastici.[1]

### Figli
Secondo la Vita Gundulfi, Muderico ebbe due figli: 
- Gandulfo († 607) viceré di Austrasia ed eletto vescovo di Tongeren intorno al 600.
- Bodogiselo, identificato con un'omonima patrizio di Provenza, poi duca in Austrasia e morì nel 585,[1] da non confondere con l'omonimo nipote.

La Vita Gundulfi indica anche che sant'Arnolfo, vescovo di Metz e figlio di Bodegiselo, era il nepos di Gandulfo. Per eliminazione, questo termine nepos può significare solo nipote, e Bodogiselo è anche noto come il figlio di Mommolino, conte di Soissons e maggiordomo di palazzo di Neustria nel 566, padre di Babon e, per l'appunto, di Bodegiselo, tutti due ambasciatori a Bisanzio, il primo nel 584, il secondo nel 589. 
Dapprima Christian Settipani propose di vedere in Mommolino un fratello di Gandolfo e quindi un figlio di Muderico; Ma nella seconda edizione degli Ancêtres de Charlemagne, revisione questa sua affermazione e considera Mommolino genero di Munderico.

### Sposa
Nessun documento nomina la moglie di Munderico. Gregorio di Tours nel libro VI, racconta che  «Childeberto mandò a Marsiglia Gandulfo, uomo di origine senatoria, che da domestico venne fatto duca. Non avendo osato attraversare il regno di Gontrano, venne a Tours. Lo ricevetti con amicizia e lo riconobbi come zio materno di mia madre.» Venanzio Fortunato, nella sua Vita Radegundis, menziona un Gandulfo eletto vescovo di Metz nel 591, ma rapidamente sostituito da Agilulfo di Metz. Sebbene alcuni autori confondano questo Gandulfo con l'omonimo figlio di Munderico, si deve concludere che ci sono due Gandulfo:
- Gandulfo di Provenza, di origine senatoria, duca in Austrasia, patrizio di Provenza dal 581 al 583, vescovo di Metz nel 591 e probabilmente morto poco dopo.
- Gandulfo di Trongres, di origine franca, viceré di Austrasia nel 595, vescovo di Tongeren intorno al 600 e morto intorno al 607.

Un'omonimia associata a tale posizione al potere nello stesso regno è certamente dovuta alla stretta parentela, che può passare solo per via femminile, poiché i due uomini sono di origine differente, uno senatoriale/romano e l'altro franco. Ne consegue che la madre di Gandulfo di Tongeren è probabilmente sorella di Gandulfo di Metz.

## Albero genealogico
|  |  |  |  |  |  |  |  |  |  |                                                |                                                | Sigiberto lo Zoppo                             |                                                |                                                |                                                |                                           |                                           |                                    |                                    |                                    |                                    |                                    |                                    |                            |                            |                                      |                                      |                                      |                                      |                                      |                                      |                                                   |                                                   |                                                   |                                                   |                                                   |                                                   |                                            |                                            |                                    |                                    |                                                      |                                                      |                                                      |                                                      |                                                      |                                                      |                                       |                                       |                                               |                                               |                                               |                                               |                                               |                                               |  |  |  |  |  |  |  |  |  |  |  |  |  |  |  |  |  |  |  |  |  |  |  |  |  |  |  |  |  |  |  |  |
|  |  |  |  |  |  |  |  |  |  |                                                |                                                |                                                |                                                |                                                |                                                |                                           |                                           |                                    |                                    |                                    |                                    |                                    |                                    |                            |                            |                                      |                                      |                                      |                                      |                                      |                                      |                                                   |                                                   |                                                   |                                                   |                                                   |                                                   |                                            |                                            |                                    |                                    |                                                      |                                                      |                                                      |                                                      |                                                      |                                                      |                                       |                                       |                                               |                                               |                                               |                                               |                                               |                                               |  |  |  |  |  |  |  |  |  |  |  |  |  |  |  |  |  |  |  |  |  |  |  |  |  |  |  |  |  |  |  |  |
|  |  |  |  |  |  |  |  |  |  |                                                |                                                | Cloderico il Parricida                         | Cloderico il Parricida                         | Cloderico il Parricida                         | Cloderico il Parricida                         | Cloderico il Parricida                    | Cloderico il Parricida                    |                                    |                                    |                                    |                                    |                                    |                                    |                            |                            |                                      |                                      |                                      |                                      |                                      |                                      |                                                   |                                                   |                                                   |                                                   |                                                   |                                                   | Flozenzio vescovo di Ginevra (513)         | Flozenzio vescovo di Ginevra (513)         | Flozenzio vescovo di Ginevra (513) | Flozenzio vescovo di Ginevra (513) | Flozenzio vescovo di Ginevra (513)                   | Flozenzio vescovo di Ginevra (513)                   |                                                      |                                                      | Artemia discendente della gens Anicia                | Artemia discendente della gens Anicia                | Artemia discendente della gens Anicia | Artemia discendente della gens Anicia | Artemia discendente della gens Anicia         | Artemia discendente della gens Anicia         |                                               |                                               |                                               |                                               |  |  |  |  |  |  |  |  |  |  |  |  |  |  |  |  |  |  |  |  |  |  |  |  |  |  |  |  |  |  |  |  |
|  |  |  |  |  |  |  |  |  |  |                                                |                                                | Cloderico il Parricida                         | Cloderico il Parricida                         | Cloderico il Parricida                         | Cloderico il Parricida                         | Cloderico il Parricida                    | Cloderico il Parricida                    |                                    |                                    |                                    |                                    |                                    |                                    |                            |                            |                                      |                                      |                                      |                                      |                                      |                                      |                                                   |                                                   |                                                   |                                                   |                                                   |                                                   | Flozenzio vescovo di Ginevra (513)         | Flozenzio vescovo di Ginevra (513)         | Flozenzio vescovo di Ginevra (513) | Flozenzio vescovo di Ginevra (513) | Flozenzio vescovo di Ginevra (513)                   | Flozenzio vescovo di Ginevra (513)                   |                                                      |                                                      | Artemia discendente della gens Anicia                | Artemia discendente della gens Anicia                | Artemia discendente della gens Anicia | Artemia discendente della gens Anicia | Artemia discendente della gens Anicia         | Artemia discendente della gens Anicia         |                                               |                                               |                                               |                                               |  |  |  |  |  |  |  |  |  |  |  |  |  |  |  |  |  |  |  |  |  |  |  |  |  |  |  |  |  |  |  |  |
|  |  |  |  |  |  |  |  |  |  |                                                |                                                |                                                |                                                |                                                |                                                |                                           |                                           |                                    |                                    |                                    |                                    |                                    |                                    |                            |                            |                                      |                                      |                                      |                                      |                                      |                                      |                                                   |                                                   |                                                   |                                                   |                                                   |                                                   |                                            |                                            |                                    |                                    |                                                      |                                                      |                                                      |                                                      |                                                      |                                                      |                                       |                                       |                                               |                                               |                                               |                                               |                                               |                                               |  |  |  |  |  |  |  |  |  |  |  |  |  |  |  |  |  |  |  |  |  |  |  |  |  |  |  |  |  |  |  |  |
|  |  |  |  |  |  |  |  |  |  |                                                |                                                |                                                |                                                |                                                |                                                |                                           |                                           |                                    |                                    |                                    |                                    |                                    |                                    |                            |                            |                                      |                                      |                                      |                                      |                                      |                                      |                                                   |                                                   |                                                   |                                                   |                                                   |                                                   |                                            |                                            |                                    |                                    |                                                      |                                                      |                                                      |                                                      |                                                      |                                                      |                                       |                                       |                                               |                                               |                                               |                                               |                                               |                                               |  |  |  |  |  |  |  |  |  |  |  |  |  |  |  |  |  |  |  |  |  |  |  |  |  |  |  |  |  |  |  |  |
|  |  |  |  |  |  |  |  |  |  |                                                |                                                | Munderico († 534) Pretendente austrasiano      | Munderico († 534) Pretendente austrasiano      | Munderico († 534) Pretendente austrasiano      | Munderico († 534) Pretendente austrasiano      | Munderico († 534) Pretendente austrasiano | Munderico († 534) Pretendente austrasiano |                                    |                                    |                                    |                                    |                                    |                                    | donna dal nome sconosciuto | donna dal nome sconosciuto | donna dal nome sconosciuto           | donna dal nome sconosciuto           | donna dal nome sconosciuto           | donna dal nome sconosciuto           |                                      |                                      | Gandolfo di Provenza († 591) patrizio di Provenza | Gandolfo di Provenza († 591) patrizio di Provenza | Gandolfo di Provenza († 591) patrizio di Provenza | Gandolfo di Provenza († 591) patrizio di Provenza | Gandolfo di Provenza († 591) patrizio di Provenza | Gandolfo di Provenza († 591) patrizio di Provenza |                                            |                                            |                                    |                                    | donna dal nome sconosciuto                           | donna dal nome sconosciuto                           | donna dal nome sconosciuto                           | donna dal nome sconosciuto                           | donna dal nome sconosciuto                           | donna dal nome sconosciuto                           |                                       |                                       | san Nicezio di Lione († 573) vescovo di Lione | san Nicezio di Lione († 573) vescovo di Lione | san Nicezio di Lione († 573) vescovo di Lione | san Nicezio di Lione († 573) vescovo di Lione | san Nicezio di Lione († 573) vescovo di Lione | san Nicezio di Lione († 573) vescovo di Lione |  |  |  |  |  |  |  |  |  |  |  |  |  |  |  |  |  |  |  |  |  |  |  |  |  |  |  |  |  |  |  |  |
|  |  |  |  |  |  |  |  |  |  |                                                |                                                | Munderico († 534) Pretendente austrasiano      | Munderico († 534) Pretendente austrasiano      | Munderico († 534) Pretendente austrasiano      | Munderico († 534) Pretendente austrasiano      | Munderico († 534) Pretendente austrasiano | Munderico († 534) Pretendente austrasiano |                                    |                                    |                                    |                                    |                                    |                                    | donna dal nome sconosciuto | donna dal nome sconosciuto | donna dal nome sconosciuto           | donna dal nome sconosciuto           | donna dal nome sconosciuto           | donna dal nome sconosciuto           |                                      |                                      | Gandolfo di Provenza († 591) patrizio di Provenza | Gandolfo di Provenza († 591) patrizio di Provenza | Gandolfo di Provenza († 591) patrizio di Provenza | Gandolfo di Provenza († 591) patrizio di Provenza | Gandolfo di Provenza († 591) patrizio di Provenza | Gandolfo di Provenza († 591) patrizio di Provenza |                                            |                                            |                                    |                                    | donna dal nome sconosciuto                           | donna dal nome sconosciuto                           | donna dal nome sconosciuto                           | donna dal nome sconosciuto                           | donna dal nome sconosciuto                           | donna dal nome sconosciuto                           |                                       |                                       | san Nicezio di Lione († 573) vescovo di Lione | san Nicezio di Lione († 573) vescovo di Lione | san Nicezio di Lione († 573) vescovo di Lione | san Nicezio di Lione († 573) vescovo di Lione | san Nicezio di Lione († 573) vescovo di Lione | san Nicezio di Lione († 573) vescovo di Lione |  |  |  |  |  |  |  |  |  |  |  |  |  |  |  |  |  |  |  |  |  |  |  |  |  |  |  |  |  |  |  |  |
|  |  |  |  |  |  |  |  |  |  |                                                |                                                |                                                |                                                |                                                |                                                |                                           |                                           |                                    |                                    |                                    |                                    |                                    |                                    |                            |                            |                                      |                                      |                                      |                                      |                                      |                                      |                                                   |                                                   |                                                   |                                                   |                                                   |                                                   |                                            |                                            |                                    |                                    |                                                      |                                                      |                                                      |                                                      |                                                      |                                                      |                                       |                                       |                                               |                                               |                                               |                                               |                                               |                                               |  |  |  |  |  |  |  |  |  |  |  |  |  |  |  |  |  |  |  |  |  |  |  |  |  |  |  |  |  |  |  |  |
|  |  |  |  |  |  |  |  |  |  |                                                |                                                |                                                |                                                |                                                |                                                |                                           |                                           |                                    |                                    |                                    |                                    |                                    |                                    |                            |                            |                                      |                                      |                                      |                                      |                                      |                                      |                                                   |                                                   |                                                   |                                                   |                                                   |                                                   |                                            |                                            |                                    |                                    |                                                      |                                                      |                                                      |                                                      |                                                      |                                                      |                                       |                                       |                                               |                                               |                                               |                                               |                                               |                                               |  |  |  |  |  |  |  |  |  |  |  |  |  |  |  |  |  |  |  |  |  |  |  |  |  |  |  |  |  |  |  |  |
|  |  |  |  |  |  |  |  |  |  |                                                |                                                |                                                |                                                |                                                |                                                |                                           |                                           |                                    |                                    |                                    |                                    |                                    |                                    |                            |                            |                                      |                                      |                                      |                                      |                                      |                                      |                                                   |                                                   |                                                   |                                                   |                                                   |                                                   |                                            |                                            |                                    |                                    |                                                      |                                                      |                                                      |                                                      |                                                      |                                                      |                                       |                                       |                                               |                                               |                                               |                                               |                                               |                                               |  |  |  |  |  |  |  |  |  |  |  |  |  |  |  |  |  |  |  |  |  |  |  |  |  |  |  |  |  |  |  |  |
|  |  |  |  |  |  |  |  |  |  | Gandolfo di Tongres († 607) vescovo di Tongres | Gandolfo di Tongres († 607) vescovo di Tongres | Gandolfo di Tongres († 607) vescovo di Tongres | Gandolfo di Tongres († 607) vescovo di Tongres | Gandolfo di Tongres († 607) vescovo di Tongres | Gandolfo di Tongres († 607) vescovo di Tongres |                                           |                                           | Bodegiselo († 585) duca e patrizio | Bodegiselo († 585) duca e patrizio | Bodegiselo († 585) duca e patrizio | Bodegiselo († 585) duca e patrizio | Bodegiselo († 585) duca e patrizio | Bodegiselo († 585) duca e patrizio |                            |                            | donna dal nome sconosciuto           | donna dal nome sconosciuto           | donna dal nome sconosciuto           | donna dal nome sconosciuto           | donna dal nome sconosciuto           | donna dal nome sconosciuto           |                                                   |                                                   | Mommolino conte di Soissons (566)                 | Mommolino conte di Soissons (566)                 | Mommolino conte di Soissons (566)                 | Mommolino conte di Soissons (566)                 | Mommolino conte di Soissons (566)          | Mommolino conte di Soissons (566)          |                                    |                                    | Armentaria e lo sposo Florenzio                      | Armentaria e lo sposo Florenzio                      | Armentaria e lo sposo Florenzio                      | Armentaria e lo sposo Florenzio                      | Armentaria e lo sposo Florenzio                      | Armentaria e lo sposo Florenzio                      |                                       |                                       |                                               |                                               |                                               |                                               |                                               |                                               |  |  |  |  |  |  |  |  |  |  |  |  |  |  |  |  |  |  |  |  |  |  |  |  |  |  |  |  |  |  |  |  |
|  |  |  |  |  |  |  |  |  |  | Gandolfo di Tongres († 607) vescovo di Tongres | Gandolfo di Tongres († 607) vescovo di Tongres | Gandolfo di Tongres († 607) vescovo di Tongres | Gandolfo di Tongres († 607) vescovo di Tongres | Gandolfo di Tongres († 607) vescovo di Tongres | Gandolfo di Tongres († 607) vescovo di Tongres |                                           |                                           | Bodegiselo († 585) duca e patrizio | Bodegiselo († 585) duca e patrizio | Bodegiselo († 585) duca e patrizio | Bodegiselo († 585) duca e patrizio | Bodegiselo († 585) duca e patrizio | Bodegiselo († 585) duca e patrizio |                            |                            | donna dal nome sconosciuto           | donna dal nome sconosciuto           | donna dal nome sconosciuto           | donna dal nome sconosciuto           | donna dal nome sconosciuto           | donna dal nome sconosciuto           |                                                   |                                                   | Mommolino conte di Soissons (566)                 | Mommolino conte di Soissons (566)                 | Mommolino conte di Soissons (566)                 | Mommolino conte di Soissons (566)                 | Mommolino conte di Soissons (566)          | Mommolino conte di Soissons (566)          |                                    |                                    | Armentaria e lo sposo Florenzio                      | Armentaria e lo sposo Florenzio                      | Armentaria e lo sposo Florenzio                      | Armentaria e lo sposo Florenzio                      | Armentaria e lo sposo Florenzio                      | Armentaria e lo sposo Florenzio                      |                                       |                                       |                                               |                                               |                                               |                                               |                                               |                                               |  |  |  |  |  |  |  |  |  |  |  |  |  |  |  |  |  |  |  |  |  |  |  |  |  |  |  |  |  |  |  |  |
|  |  |  |  |  |  |  |  |  |  |                                                |                                                |                                                |                                                |                                                |                                                |                                           |                                           |                                    |                                    |                                    |                                    |                                    |                                    |                            |                            |                                      |                                      |                                      |                                      |                                      |                                      |                                                   |                                                   |                                                   |                                                   |                                                   |                                                   |                                            |                                            |                                    |                                    |                                                      |                                                      |                                                      |                                                      |                                                      |                                                      |                                       |                                       |                                               |                                               |                                               |                                               |                                               |                                               |  |  |  |  |  |  |  |  |  |  |  |  |  |  |  |  |  |  |  |  |  |  |  |  |  |  |  |  |  |  |  |  |
|  |  |  |  |  |  |  |  |  |  |                                                |                                                |                                                |                                                |                                                |                                                |                                           |                                           |                                    |                                    |                                    |                                    |                                    |                                    |                            |                            |                                      |                                      |                                      |                                      |                                      |                                      |                                                   |                                                   |                                                   |                                                   |                                                   |                                                   |                                            |                                            |                                    |                                    |                                                      |                                                      |                                                      |                                                      |                                                      |                                                      |                                       |                                       |                                               |                                               |                                               |                                               |                                               |                                               |  |  |  |  |  |  |  |  |  |  |  |  |  |  |  |  |  |  |  |  |  |  |  |  |  |  |  |  |  |  |  |  |
|  |  |  |  |  |  |  |  |  |  |                                                |                                                |                                                |                                                |                                                |                                                |                                           |                                           |                                    |                                    |                                    |                                    |                                    |                                    |                            |                            | Babone ambasciatore a Bisanzio (585) | Babone ambasciatore a Bisanzio (585) | Babone ambasciatore a Bisanzio (585) | Babone ambasciatore a Bisanzio (585) | Babone ambasciatore a Bisanzio (585) | Babone ambasciatore a Bisanzio (585) |                                                   |                                                   | Bodegiselo († 589) ambasciatore a Bisanzio        | Bodegiselo († 589) ambasciatore a Bisanzio        | Bodegiselo († 589) ambasciatore a Bisanzio        | Bodegiselo († 589) ambasciatore a Bisanzio        | Bodegiselo († 589) ambasciatore a Bisanzio | Bodegiselo († 589) ambasciatore a Bisanzio |                                    |                                    | Gregorio di Tours († 594) vescovo di Tours e storico | Gregorio di Tours († 594) vescovo di Tours e storico | Gregorio di Tours († 594) vescovo di Tours e storico | Gregorio di Tours († 594) vescovo di Tours e storico | Gregorio di Tours († 594) vescovo di Tours e storico | Gregorio di Tours († 594) vescovo di Tours e storico |                                       |                                       |                                               |                                               |                                               |                                               |                                               |                                               |  |  |  |  |  |  |  |  |  |  |  |  |  |  |  |  |  |  |  |  |  |  |  |  |  |  |  |  |  |  |  |  |
|  |  |  |  |  |  |  |  |  |  |                                                |                                                |                                                |                                                |                                                |                                                |                                           |                                           |                                    |                                    |                                    |                                    |                                    |                                    |                            |                            | Babone ambasciatore a Bisanzio (585) | Babone ambasciatore a Bisanzio (585) | Babone ambasciatore a Bisanzio (585) | Babone ambasciatore a Bisanzio (585) | Babone ambasciatore a Bisanzio (585) | Babone ambasciatore a Bisanzio (585) |                                                   |                                                   | Bodegiselo († 589) ambasciatore a Bisanzio        | Bodegiselo († 589) ambasciatore a Bisanzio        | Bodegiselo († 589) ambasciatore a Bisanzio        | Bodegiselo († 589) ambasciatore a Bisanzio        | Bodegiselo († 589) ambasciatore a Bisanzio | Bodegiselo († 589) ambasciatore a Bisanzio |                                    |                                    | Gregorio di Tours († 594) vescovo di Tours e storico | Gregorio di Tours († 594) vescovo di Tours e storico | Gregorio di Tours († 594) vescovo di Tours e storico | Gregorio di Tours († 594) vescovo di Tours e storico | Gregorio di Tours († 594) vescovo di Tours e storico | Gregorio di Tours († 594) vescovo di Tours e storico |                                       |                                       |                                               |                                               |                                               |                                               |                                               |                                               |  |  |  |  |  |  |  |  |  |  |  |  |  |  |  |  |  |  |  |  |  |  |  |  |  |  |  |  |  |  |  |  |
|  |  |  |  |  |  |  |  |  |  |                                                |                                                |                                                |                                                |                                                |                                                |                                           |                                           |                                    |                                    |                                    |                                    |                                    |                                    |                            |                            |                                      |                                      |                                      |                                      |                                      |                                      |                                                   |                                                   | sant'Arnolfo di Metz vescovo di Metz              |                                                   |                                                   |                                                   |                                            |                                            |                                    |                                    |                                                      |                                                      |                                                      |                                                      |                                                      |                                                      |                                       |                                       |                                               |                                               |                                               |                                               |                                               |                                               |  |  |  |  |  |  |  |  |  |  |  |  |  |  |  |  |  |  |  |  |  |  |  |  |  |  |  |  |  |  |  |  |
|  |  |  |  |  |  |  |  |  |  |                                                |                                                |                                                |                                                |                                                |                                                |                                           |                                           |                                    |                                    |                                    |                                    |                                    |                                    |                            |                            |                                      |                                      |                                      |                                      |                                      |                                      |                                                   |                                                   |                                                   |                                                   |                                                   |                                                   |                                            |                                            |                                    |                                    |                                                      |                                                      |                                                      |                                                      |                                                      |                                                      |                                       |                                       |                                               |                                               |                                               |                                               |                                               |                                               |  |  |  |  |  |  |  |  |  |  |  |  |  |  |  |  |  |  |  |  |  |  |  |  |  |  |  |  |  |  |  |  |
|  |  |  |  |  |  |  |  |  |  |                                                |                                                |                                                |                                                |                                                |                                                |                                           |                                           |                                    |                                    |                                    |                                    |                                    |                                    |                            |                            |                                      |                                      |                                      |                                      |                                      |                                      |                                                   |                                                   | arnolfingi e carolingi                            |                                                   |                                                   |                                                   |                                            |                                            |                                    |                                    |                                                      |                                                      |                                                      |                                                      |                                                      |                                                      |                                       |                                       |                                               |                                               |                                               |                                               |                                               |                                               |  |  |  |  |  |  |  |  |  |  |  |  |  |  |  |  |  |  |  |  |  |  |  |  |  |  |  |  |  |  |  |  |